# Bruno Motoneta
Bruno Motoneta es una película de Argentina filmada en colores dirigida por Pablo Parés sobre el guion de Néstor Petrucceli que se estrenó el 17 de mayo de 2018 y que tuvo como actores principales a   Facundo Gambandé, Candelaria Molfese, Mirta Busnelli y Esteban Prol.
La película aborda una temática de fantasía en tono de comedia.

## Sinopsis
Un joven que conduce su motoneta por Buenos Aires realizando entregas de productos de extraños experimentos con personas y con animales que comercializan sus tíos hasta que un grupo de extraterrestes que se dedica a transformar a los humanos en seres de otro planeta le corta la cabeza a su tía y mientras intenta recomponerla conocerá humanos y extraterrestres.

## Reparto
- Facundo Gambandé...Bruno Motoneta
- Candelaria Molfese...Auxilio
- Mirta Busnelli...Tía Elvira
- Esteban Prol...Larva García
- Brian Buley...Marcelo García
- Claudio Rissi...Tío Beto
- Fabio Alberti...Dr. Márquez
- Divina Gloria...Greta
- Ariel Hernán Sotomayor...Asistente Greta
- Nacho Joshas...Asistente Greta
- Vic Cicuta...Crítico de arte
- Demián Salomón...Conductor TV
- Diego Parés...Guardia de Seguridad
- Ramón Caribe...	Asador
- Bianca Temperini...Soledad Silenti
- Axtor Ezpeluzland...Charly Bizarro
- Stefanía Romano...Mujer en Pijama
- Fabián Forte...Hombre Pareja
- Arelis Ruiz	...Mujer Pareja
- Catalina Sánchez Ruiz...Bebé Pareja
- Diego Rosselli...Punk
- Nicolás Galvagno...Cuerpo

## Comentarios
Fernando Álvarez dijo en Clarín:

”
En el filme todo es abordado en tono de comedia delirante que recuerda a producciones nacionales de los años '80. Bruno motoneta juega con muchos elementos pero pierde su rumbo y efectividad no por el tono elegido o los personajes exacerbados, sino porque no resulta graciosa…Todo es llevado al extremo pero las situaciones y los personajes no resultan tan atractivos como se esperaba. A la escasa química entre la joven dupla protagónica, se agrega un flashback con dibujos, buenos efectos al comienzo y hasta un número musical... Mucho para una sola película que no encuentra el camino efectivo en su resolución. Los créditos también traen gags de filmación y se anuncia una secuela.”.

Adolfo C. Martínez en La Nación escribió:

”El director Pablo Parés logró imprimir buen ritmo a esta comedia con componentes fantásticos y desfachatados, donde las peripecias se multiplican exponencialmente, redondeando así un film divertido que servirá, seguramente, para entretener al público más joven, cuyos gustos seguramente orientaron la elección de Gambandé y Molfese…para los roles centrales. Con alto perfil en las redes sociales, hacen aquí su debut cinematográfico con buenos resultados artísticos..